# Omdlenia w ciąży
Omdlenia u kobiet w ciąży – omdlenia zdarzające się najczęściej w I trymestrze ciąży, podczas dłuższego stania (np. w kolejce, autobusie) lub po zbyt szybkim wstaniu z łóżka. Spowodowane są obniżeniem się ciśnienia tętniczego krwi, co z kolei prowadzi do zmniejszenia ukrwienia i utlenienia mózgu. Omdlenia są o tyle niebezpieczne, że wiążą się z upadkiem i urazem ciała. Dlatego gdy odczuwa się pierwsze objawy, trzeba szybko usiąść i pochylić głowę nisko do przodu, wykonując przy tym kilka głębokich wdechów.